# アンの想い出の日々
『アンの想い出の日々』（アンのおもいでのひび、原題：The Blythes Are Quoted ）は、カナダの作家L・M・モンゴメリの短編小説集。2009年に刊行された『赤毛のアン』シリーズの第9作にあたる遺作。同著者の最晩年の作品であり、原題The Blythes Are Quoted は直訳すると、「ブライス一家が噂されている」または「ブライス一家が引き合いに出される」という意味である。

## 概要
L・M・モンゴメリが1942年4月24日の死の直前に書き上げたため、同著者の最後の小説である。アン・シリーズとしては最終作であるが、発表された順番としては1939年刊行の『炉辺荘のアン』以来約70年振りの新作である。これまでの同シリーズとは違い、15作の短編小説と41篇の詩と詩を巡る家族の会話の12の場面からなっており、また、本作では唯一の2部構成からなる。なお、この作品で初めて第二次世界大戦までの時代背景が描かれており、こうした時代に反映してか、アン・ギルバート夫妻の孫が作中に登場する（後述）。
モンゴメリの故郷であるカナダでは1970年代に内容を端折った形での短編集The Road to Yesterday（日本語版『アンの村の日々』）として出版された後、2009年に完全版が出版された。
日本では、2008年に、『赤毛のアン』シリーズの村岡花子訳の補訳作業を行っていた花子の孫の翻訳家・村岡美枝の元に、カナダで出版前のゲラが持ち込まれた。村岡美枝がそのまま翻訳することになり、2012年11月に日本語訳が本作のタイトルで刊行された。
L・M・モンゴメリの孫であるケイト・マクドナルド・バトラーは、日本の読者に向けてメッセージを述べている。

### アンの家族
アン・ギルバート夫妻とその子供達は、各短編小説では殆ど噂の中で名前のみ登場する程度で、アンの家族が本格的に登場するのは41篇の詩と詩を巡る家族の会話の12の場面のみである。なお、年は不詳だが、ジェム（ジェイムズ・マシュー・ブライス）とナン（アン・ブライス）とリラ（バーサ・マリラ・ブライス）の3人は第一次世界大戦後に既に結婚しており、いずれの3人共に子供も儲けているため、アン・ギルバート夫妻共に晴れてお祖母さん、お祖父さんになる。
- ジェイムズ・マシュー・ブライス … フェイス・ブライス（旧姓：メレディス）と結婚。妻との間に娘のアンと息子のジェム、ウォルターを儲ける。
- アン・メレディス（旧姓：ブライス） … ジェリー・メレディスと結婚。夫との間に娘のダイを儲ける。
- バーサ・マリラ・フォード（旧姓：ブライス） … ケネス・フォードと結婚。夫との間に息子のギルバートを儲ける（「夢の家」に登場したアンの大事な友人レスリー・フォードと、オーエン・フォードの孫でもある）。

## タイトル
※括弧内は原題、日本語訳のタイトルは村岡美枝訳より引用。第1部が第一次世界大戦前、第2部が戦後から第二次世界大戦勃発頃まで描かれている。

### 第1部
- 序(Frontispiece)
- 笛吹き(The Piper) [注 4]
- フィールド家の幽霊(Some Fools and a Saint)
- 炉辺荘の夕暮れ(Twilight at Ingleside) 
  - 願わくば……(I Wish You)
  - なつかしき浜辺の小径(The Old Path Round the Shore)
  - 故郷の家の客用寝室(Guest Room in the Country)
- 思いがけない訪問者(An Afternoon with Mr. Jenkins)
- 第二夜(The Second Evening) 
  - 新しい家(The New House)
  - 駒鳥の夕べの祈り(Robin Vespers)
  - 夜(Night)
  - 男と女(Man and Woman)
- 仕返し(Retribution)
- 第三夜(The Third Evening) 
  - 愛する我が家(There Is a House I Love)
  - 海の歌(Sea Song)
- ふたごの空想ごっこ(The Twins Pretend)
- 第四夜(The Fourth Evening) 
  - 理想の友(To a Desired Friend)
- 想い出の庭(Fancy's Fool)
- 第五夜(The Fifth Evening) 
  - 真夏の一日(Midsummer Day)
  - 記憶の中で(Remembered)
- 夢叶う(A Dream Comes True)
- 第六夜(The Sixth Evening) 
  - さようなら、なつかしき部屋よ(Farewell to an Old Room)
  - なつかしい幽霊たちの部屋(The Haunted Room)
  - 冬の歌(Song of Winter)
- ペネロペの育児理論(Penelope Struts Her Theories)
- 第七夜(The Seventh Evening) 
  - 成功(Success)
  - 夢の扉(The Gate of Dream)
  - 年老いた顔(An Old Face)
- 仲直り(The Reconciliation)
- パットはどこへ行く?(The Cheated Child)
- 幸運な無駄足(Fool's Errand)
- 割れ鍋と煤けたやかん(The Pot and the Kettle)

### 第2部
- 続・炉辺荘の夕暮れ(Another Ingleside Twilight) 
  - 間奏曲(Interlude)
  - さあ 行こう(Come, Let Us Go)
  - 六月の昼下がり(A June Day)
  - 秋の風(Wind of Autumn)
  - 活気みなぎる自然の中で(The Wild Places)
  - 愛こそあれば(For Its Own Sake)
  - 変化(The Change)
  - ぼくは知っている(I Know)
- 弟に気をつけて!(Brother Beware)
- 続・第二夜(The Second Evening) 
  - 風(The Wind)
  - 花嫁の夢(The Bride Dreams)
  - 五月の詩(May Song)
- 花嫁がやって来た(Here Comes the Bride)
- 続・第三夜(The Third Evening) 
  - 別れゆく魂(The Parting Soul)
  - 我が家(My House)
  - 想い出(Memories)
- あるつまらない女の一生(A Commonplace Woman)
- 続・第四夜(The Fourth Evening) 
  - カナダの黄昏(Canadian Twilight)
  - ああ 春とともにそぞろ歩いて(Oh, We Will Walk With Spring Today)
  - 悲しみ(Grief)
  - 部屋(The Room)
- 奇跡の出会い(The Road to Yesterday)
- 最終章 また会う日まで(Au Revoir) 
  - 願い(I Want)
  - 巡礼(The Pilgrim)
  - 春の歌(Spring Song)
  - 余波(The Aftermath)